# Lý Mạc Sầu
Lý Mạc Sầu (tiếng Trung: 李莫愁, bính âm: Lǐ Mòchóu) biệt hiệu là Xích Luyện Tiên Tử (có bản dịch tiếng Việt là Lý Mạc Thu) là một nhân vật hư cấu trong tiểu thuyết Thần điêu hiệp lữ của Kim Dung. Lý Mạc Sầu là đệ tử đời thứ ba của phái Cổ Mộ, là sư tỷ của Tiểu Long Nữ, là một con người rất xinh đẹp nhưng tàn độc với công phu Ngũ độc thần chưởng (còn gọi là Xích luyện thần chưởng) và Băng phách ngân châm. Lý Mạc Sầu hay cưỡi một con lừa hoa mà trên cổ có đeo một chiếc chuông có thể phát ra tiếng nhạc. Nổi tiếng mỗi lần xuất hiện thường nhắc đến câu hát trong bài "Mô ngư nhi nhạn khâu" của Nguyên Hiếu Vấn: "Vấn thế gian tình thị hà vật?" ("Hỏi thế gian tình là gì?")

## Thần điêu hiệp lữ

### Lý Mạc Sầu và mối thù tình
Khi còn trẻ, Lý Mạc Sầu xinh đẹp, tính khí lạnh lùng, đã từng yêu say đắm Lục Triển Nguyên, vứt bỏ cả trinh bạch, lễ giáo, chấp nhận mang tiếng phản đồ nhưng sau đó Lục Triển Nguyên bội ước, lấy Hà Nguyên Quân làm vợ. Cuộc tình tan vỡ trong quá khứ đã khiến Lý Mạc Sầu trở thành một con người tàn nhẫn và độc ác. 10 năm trước khi câu chuyện bắt đầu, Lý Mạc Sầu cùng Võ Tam Thông đến phá rối đám cưới của người tình cũ, bị một vị cao tăng chùa Thiên Long ở Đại Lý ngăn chặn, buộc họ phải để cho đôi vợ chồng tân hôn được sống bình yên trong 10 năm, Lý Mạc Sầu đành phải hứa nội trong 10 năm không gây khó dễ với hai vợ chồng kia. Đúng thời hạn 10 năm, nàng lại quay trở lại trả thù. Lúc này, Lục Triển Nguyên đã nhờ người mang hàm thư đến cho Cô Mộc Đại sư đến chùa Thiên Long ở Đại Lý nhờ người giúp đỡ, nhưng vị cao tăng ấy đã bị Lý Mạc Sầu đánh lén chết. Trở lại mối thù năm xưa, nàng yêu cầu Lục Triển Nguyên giết chết vợ mình thì mọi hận thù sẽ được xóa bỏ. Không ngờ rằng hai vợ chồng Lục Triển Nguyên đã tự vẫn ngay sau đó. Tức giận, Lý Mạc Sầu tìm đến giết cả nhà Lục Lập Đỉnh (em trai của Lục Triển Nguyên) và tìm hai đứa bé là Lục Vô Song (con Lục Lập Đỉnh) và Trình Anh (chị họ của Lục Vô Song) để bắt, nhưng bị vợ chồng Võ Tam Thông cùng Hoàng Dược Sư ra tay ngăn cản. Lý Mạc Sầu đành để lại Trình Anh (sau này được Hoàng Dược Sư nhận làm đệ tử) và chỉ mang Lục Vô Song đi.

### Lý Mạc Sầu với Dương Quá và Tiểu Long Nữ
Phái Cổ Mộ có quy định, chưởng môn của phái trước khi chấp chưởng phải thề không bao giờ bước chân ra khỏi Cổ Mộ, trừ khi có một nam nhân nguyện chết vì mình. Lý Mạc Sầu không dám thề nên sư phụ giao chức chưởng môn cho Tiểu Long Nữ và cho Mạc Sầu hạ sơn. Vì điều này mà Lý Mạc Sầu đem lòng thù hận, cho rằng sư phụ thiên vị Tiểu Long Nữ hơn mình. Khi sư phụ qua đời, Lý Mạc Sầu xông vào tòa Cổ Mộ, định đuổi sư muội ra ngoài. Nàng tự biết chưa được học hết võ công của sư tổ và sư phụ, muốn lục lọi trong mộ xem có bí kíp võ công nào để lại. Nhưng trong tòa Cổ Mộ cơ quan xảo diệu, Lý Mạc Sầu suýt mất mạng, biết lợi hại, nàng đành rút lui. Chính Lý Mạc Sầu đã truyền tin đồn tiểu sư muội của mình xinh đẹp tuyệt trần, đang tỉ võ chiêu thân, ai lấy được nàng sẽ có được toàn bộ những thứ kì trân dị bảo và bí kíp võ công trong Cổ Mộ khiến cho nhiều nhân vật trong võ lâm ùn ùn kéo đến núi Chung Nam, trong này có cả Vương tử Mông Cổ là Hoắc Đô. Điều này đã gây ra không ít rắc rối cho đám đạo sĩ của phái Toàn Chân.
Trong một lần bí mật theo dõi đệ tử là Hồng Lăng Ba, do Dương Quá vô tình chỉ dẫn, Lý Mạc Sầu vào được Cổ Mộ. lúc này Tiểu Long Nữ đang bị nội thương, Lý Mạc Sầu đòi nàng giao ra bí kíp Ngọc Nữ Tâm Kinh (thực ra được khắc trên vách đá nhưng Lý Mạc Sầu tưởng rằng được viết trong sách). Hai bên đánh nhau ác liệt trong tòa Cổ Mộ. Cuối cùng, Tiểu Long Nữ phải lấp đá chặn cửa mộ, nhốt cả bốn người bên trong. May mắn sau đó, Tiểu Long Nữ và Dương Quá phát hiện ra lối đi bí mật (lối đi này chỉ có Vương Trùng Dương biết), Lý Mạc Sầu và đệ tử được hai người đưa ra ngoài. Sau này để trả thù việc này cùng việc Dương Quá nhiều lần gây khó dễ cho mình, Lý Mạc Sầu đánh cắp bé Quách Tương (con của Hoàng Dung và Quách Tĩnh) đi vì tưởng đó là con của Dương Quá và Tiểu Long Nữ. Lý Mạc Sầu nuôi và chăm sóc đứa bé khoảng một tháng, sau đó mới bị Hoàng Dung dùng mưu lấy lại.
Lý Mạc Sầu lại dẫn bọn Hoàng Dung theo lối cũ vào tòa Cổ Mộ để tìm hai người Dương, Long. Tại đây, Lý Mạc Sầu tiếp tục đòi bí kíp Ngọc Nữ Tâm Kinh, khiến Tiểu Long Nữ trúng độc bởi công phu Ngũ độc thần chưởng và cũng chính vì Băng phách ngân châm của Mạc Sầu do Quách Phù phóng ra (vì tưởng Tiểu Long Nữ là Lý Mạc Sầu) mà chất độc trong cơ thể của nàng trở nên vô phương cứu chữa.

### Đệ tử
Lý Mạc Sầu thu nhận hai đệ tử.
- Hồng Lăng Ba: Là đại đệ tử, tính tình không độc ác nhưng khá trung thành với Lý Mạc Sầu do được bà ta nuôi dưỡng từ nhỏ, võ công và nhan sắc không có gì đặc biệt. Sau này tại Tuyệt Tình Cốc bị Lý Mạc Sầu ném đi làm vật đệm chân để thoát khỏi bụi hoa tình mà chết.
- Lục Vô Song: Là con gái Lục Lập Đỉnh, bị Lý Mạc Sầu bắt đi nhưng không giết chết, nhờ khéo léo nên được Lý Mạc Sầu nhận làm đệ tử. Nhân lúc Lý Mạc Sầu và Hồng Lăng Ba không có ở nhà, Lục Vô Song lấy cắp sách "Ngũ độc bí truyền" đem đi. Lục Vô Song bị Cái Bang cùng Lý Mạc Sầu truy đuổi nhưng được Dương Quá cứu giúp. Sau này, Lục Vô Song còn gặp lại Lý Mạc Sầu một lần nữa tại Tuyệt Tình Cốc, hai bên đánh nhau. Lục Vô Song và Trình Anh được Dương Quá cứu khỏi bụi hoa tình, còn Lý Mạc Sầu, do bị mọi người vây đánh, nên băng qua bụi hoa tình rồi chạy trốn.

### Kết cục
Lý Mạc Sầu trúng độc hoa tình, cấu kết với Công Tôn Chỉ lập mưu để đoạt thuốc giải. Tuy nhiên, nửa viên thuốc giải độc hoa tình duy nhất lại bị Dương Quá ném xuống đáy vực sâu. Trúng độc, đau đớn và tuyệt vọng, Lý Mạc Sầu tự tử trong đám cháy Tuyệt tình cốc, đến cuối vẫn còn hát: "Tình là chi hỡi thế gian, câu thề sinh tử đa mang một đời..."

## Phim ảnh
- Thần điêu đại hiệp (phim 1983): Lữ Hữu Tuệ
- Thần điêu đại hiệp (phim 1995): Tuyết Lê
- Thần điêu đại hiệp (phim 1998): Trần Hồng
- Thần điêu đại hiệp (phim truyền hình 2006): Mạnh Quảng Mĩ
- Thần điêu đại hiệp (phim truyền hình 2014): Trương Hinh Dư
- Thần điêu đại hiệp (phim truyền hình 2019): Mao Lâm Lâm